# Sepia senta
Sepia senta är en bläckfiskart som beskrevs av Lu och Reid 1997. Sepia senta ingår i släktet Sepia och familjen Sepiidae. IUCN kategoriserar arten globalt som livskraftig. Inga underarter finns listade i Catalogue of Life.